# (8189) Naruke
(8189) Naruke – planetoida z pasa głównego asteroid okrążająca Słońce w ciągu 5 lat i 207 dni w średniej odległości 3,14 au. Została odkryta 30 grudnia 1992 roku przez Tsutomu Hiokiego i Shujiego Hayakawę. Przed nadaniem nazwy planetoida nosiła oznaczenie tymczasowe (8189) 1992 YG3.